# 湖南交通工程学院
26°54′45″N 112°30′14″E / 26.912427°N 112.503862°E
湖南交通工程学院位于湖南省衡阳市蒸湘区，为湖南省一所民办本科院校。

## 历史
2001年，中南驾校成立。2005年，改建为湖南科技经贸职业学院。

## 学校院系
湖南科技经贸职业学院拥有4个院，5个系，2个课部。

### 院
计算机科学技术学院、电子信息工程学院、机电工程学院、经济管理学院

### 系
交通工程系、电机工程系、电气与信息工程系、经济管理系、护理系

### 课部
公共基础课部、思想政治课部

## 学校文化

### 办学理念
育人为本，厚德强技

### 校训
厚德、善思、精技、笃行

## 荣誉
湖南科技经贸职业学院先后荣获“教育部人才培养工作水平评估优秀学院”、“全国就业先进院校”、“湖南省职业教育先进单位”、“全国高等教育助学示范单位”、“电子信息应用教育工作先进单位”等荣誉称号。